# Jürgen Ritter
Jürgen Ritter (28 maggio 1966) è un ex calciatore liechtensteinese, di ruolo centrocampista.

## Carriera

### Club
Ha giocato dal 1990 al 1995 al Vaduz.

### Nazionale
Ha collezionato 9 presenze con la propria Nazionale.

## Palmarès

### Club

#### Competizioni nazionali
- Coppa del Liechtenstein: 2

Vaduz: 1991-1992, 1994-1995